# پلودیو
پلودیو (به ایتالیایی: Plodio) یک کومونه در ایتالیا است که در استان ساونا واقع شده‌است.

## خصوصیات
پلودیو ۸٫۲ کیلومترمربع مساحت و ۶۲۶ نفر جمعیت دارد و ۴۹۸ متر بالاتر از سطح دریا واقع شده‌است.